# Pallavolo ai XII Giochi panamericani
La Pallavolo ai XII Giochi panamericani si svolse a Mar del Plata, in Argentina, dal 12 al 18 marzo 1995. Presero parte ai Giochi otto squadre maschili e altrettante femminili.

## Podi
| Evento                      | Oro       | Argento     | Bronzo |
| Torneo maschile (dettagli)  | Argentina | Stati Uniti | Cuba   |
| Torneo femminile (dettagli) | Cuba      | Stati Uniti | Canada |